# Abraham Calovius

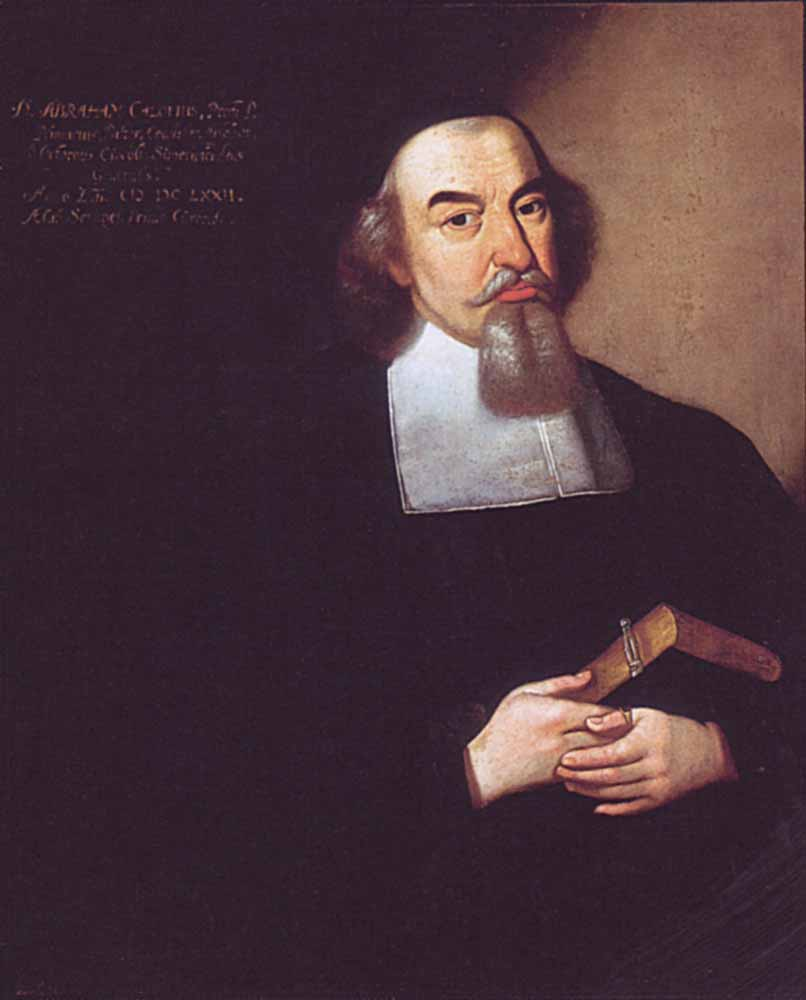
Abraham Calovius

Abraham Calovius (noto anche come Abraham Calov o Abraham Kalau; Mohrungen, 16 aprile 1612 – Wittenberg, 25 febbraio 1686) è stato un teologo e filosofo polacco naturalizzato tedesco luterano del XVII secolo.

## Biografia

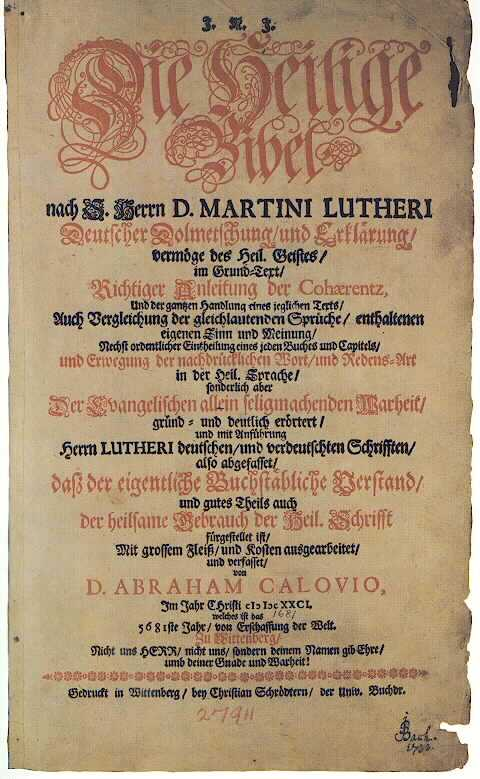
Copertina della Bibbia Calov, con la firma autografa di Bach nell'angolo a destra in basso.

Nacque a Mohrungen Polonia nel Ducato di Prussia. Si iscrisse all'università di Königsberg nel 1626 e si laureò nel 1632; nel 1637 ottenne il dottorato in teologia all'università di Rostock.
Nel 1637 divenne professore di teologia all'università di [Königsberg, da cui si trasferì nel 1643 all'università di Danzica. Nel 1650 fu nominato professore di teologia  all'Università di Wittenberg, dove rimase per 36 anni e divenne sopraintendente ecclesiastico e primarius.
Calovius si oppose al cattolicesimo, al calvinismo e al socinianesimo, ed attaccò particolarmente il sincretismo del suo acerrimo nemico, Georgius Calixtus. Mentre Calixtus affermava che il Credo degli Apostoli era una definizione adeguata della fede, Calovius riteneva che si dovesse credere ogni parte della verità rivelata, al fine di ottenere la salvezza. Ciò portò Calovius a considerare come eresia l'idea che i cattolici romani o i calvinisti potessero essere partecipi della salvezza.
Come polemista Calovius ebbe pochi eguali. La sua principale opera dogmatica, Systema Iocorum theologicorum, (12 volumi, 1655–1677) rappresenta il culmine dello scolasticismo protestante. Produsse un commento, molto popolare, alla traduzione della Bibbia di Martin Lutero, "Die deutsche Bibel," oggi nota come Bibbia Calov. Scrisse anche un'opera esegetica sull'intera Bibbia chiamata Biblia Illustrata, scritta dal punto di vista di una rigida fede nell'ispirazione, con lo scopo di confutare le dichiarazioni di Hugo Grotius nelle sue Annotationes in Novum Testamentum.
Calovius morì a Wittenberg.

## Opere principali
- Tractatus Novus De Methodo Docendi & Disputandi, 1632.
- Metaphysica divina, Rostock, Hallervord, 1640.
- Scripta philosophica, Lübeck, Wilden, 1651.
- Systema locorum theologicorum, Wittenberg 1655–1677 (12 volumi).
- Biblia illustrata, Frankfurt am Main 1672–1676 and 1719 (4 volumi).
- Theologia positiva,  Wittenberg 1682.